# Conopotarsa
Conopotarsa é um gênero de mariposa pertencente à família Acrolepiidae.